# Forked River
Forked River és una concentració de població designada pel cens dels Estats Units a l'estat de Nova Jersey. Segons el cens del 2000 tenia 4.914 habitants.

## Demografia
Segons el cens del 2000, Forked River tenia 4.914 habitants, 1.927 habitatges, i 1.383 famílies. La densitat de població era de 656,5 habitants/km².
Dels 1.927 habitatges en un 30,2% hi vivien nens de menys de 18 anys, en un 58,8% hi vivien parelles casades, en un 9,3% dones solteres, i en un 28,2% no eren unitats familiars. En el 22,6% dels habitatges hi vivien persones soles el 9,3% de les quals corresponia a persones de 65 anys o més que vivien soles. El nombre mitjà de persones vivint en cada habitatge era de 2,54 i el nombre mitjà de persones que vivien en cada família era de 2,98.
Per edats la població es repartia de la següent manera: un 24% tenia menys de 18 anys, un 6,2% entre 18 i 24, un 29,2% entre 25 i 44, un 25,3% de 45 a 60 i un 15,4% 65 anys o més.
L'edat mediana era de 39 anys. Per cada 100 dones de 18 o més anys hi havia 94,2 homes.
La renda mediana per habitatge era de 55.433 $ i la renda mediana per família de 59.830 $. Els homes tenien una renda mediana de 46.179 $ mentre que les dones 30.987 $. La renda per capita de la població era de 25.696 $. Aproximadament el 6,3% de les famílies i el 7,6% de la població estaven per davall del llindar de pobresa.

## Poblacions més properes
El següent diagrama mostra les poblacions més properes.